# Paraclius amazonae
Paraclius amazonae är en tvåvingeart som beskrevs av Octave Parent 1929. Paraclius amazonae ingår i släktet Paraclius och familjen styltflugor. Inga underarter finns listade i Catalogue of Life.